# Jeane Manson
Pour les articles homonymes, voir Manson.
Jean Ann Manson, dite Jeane Manson, est une chanteuse et actrice américaine, née le 1er octobre 1950 à Cleveland (Ohio).
Elle a longtemps vécu en France, où elle a fait l'essentiel de sa carrière.

## Biographie

### Enfance et formation
Jean Manson est née aux États-Unis. Son père, John N. Manson, est écrivain. Sa mère, Chris Stevens, d'origine juive polonaise, est chanteuse, puis peintre. Jean Manson passe les douze premières années de sa vie au Mexique, puis en Californie où elle étudie la musique et le théâtre. Elle a une sœur cadette, Barbara et un frère aîné nommé Jean-Marc.

### Débuts
Jean Manson tourne dans trois films : The Young Nurses (en) de Roger Corman, Dirty O'Neil (en) et Nightmare Circus (en) avant de devenir en 1974 playmate dans le magazine Playboy, pour la « miss août 1974 ». Elle fait une apparition dans Le Justicier de minuit avec Charles Bronson.
La même année, elle s'envole pour l'Europe dans l'espoir de continuer dans le cinéma. Elle va d'abord en Italie pour des photos, puis continue en France, où elle joue dans quelques films (à l'exemple de Bons Baisers de Hong Kong, une parodie de film d'espionnage où elle est la partenaire des Charlots).

### Chanson et succès (années 1970)
En 1975, une rencontre change ses projets : Jean Manson fait la connaissance de l'auteur-compositeur Jean Renard. Elle francise son prénom et devient « Jeane Manson ». Quelques mois plus tard, en janvier 1976, sous l'impulsion de son mentor, elle est propulsée sur le devant de la scène en devenant l'interprète d'un slow langoureux écoulé à plus de 600 000 exemplaires : Avant de nous dire adieu. Ce titre fait d'elle l'une des chanteuses de variété les plus en vogue de la seconde moitié des années 1970. Avec les titres Une femme, La Chapelle de Harlem, Ce n'est qu'un au revoir, Un enfant est né, Fais-moi danser et Fly to New York city, elle consolide sa notoriété et devient une des valeurs montantes et incontournable du paysage audiovisuel et musical francophone. Avec Joe Dassin, Carlos, Joëlle Mogensen (du groupe Il était une fois), ils forment un quatuor, surnommé la « Bande à Jojo », régulièrement invité dans de nombreuses émissions de variétés dont celles de Maritie et Gilbert Carpentier.
En 1979, elle est choisie par Télé Luxembourg pour représenter le grand-duché de Luxembourg au Concours Eurovision de la chanson, qui a lieu le 31 mars à Jérusalem. Avec un total de 44 points, sa ballade romantique, J'ai déjà vu ça dans tes yeux, se classe en 13e position sur 19. La collaboration avec Jean Renard se poursuit jusqu'en 1981. La même année sort la chanson Comme un bateau ivre écrite avec Michel Sogny dont elle est l'élève.
En août 1980, Jeane Manson est très affectée par la mort de Joe Dassin.

### Depuis 1980
Après deux derniers succès en 1980, avec Vis ta vie et Tu es venu, elle sort plusieurs singles, comme Besoin d'un homme en 1983, Hymne à la vie en 1987 (témoignant de son engagement pour la sauvegarde de la planète) ou encore Those were the days en 1990 (comprenant en face B, Tu m'oublieras, reprise de la chanson Tu oublieras chantée par Régine en 1980, mais qui ne connaîtra le succès que lorsqu'elle sera reprise par Larusso en 1998). Néanmoins, aucun de ces 45-tours ne se classe dans le Top 50.
Elle participe à un roman-photo, Mon amour à 2 visages, publié sur Télé Poche, en noir et blanc. En 1986, elle réalise la tournée « Sud-Ouest » avec en première partie le groupe WP.
Au début des années 1990, elle fait une incursion sur le petit écran dans la saga télévisée Riviera, qui se veut le premier soap opera à l'américaine tourné en Europe, mais la série ne rencontre pas le succès escompté.
Cavalière depuis son enfance, Jeane Manson a donné des spectacles musicaux en chantant à cheval, dont Jeane Manson au Cirque d'Hiver Bouglione en mai 2006.
En 2010, elle participe à la dernière édition de La Ferme Célébrités en Afrique. En janvier 2011, elle présente un nouveau spectacle, Spiritual Love, à la collégiale Notre-Dame de Vernon. Ce concert acoustique composé de spirituals, de chansons d'amour et de chants classiques, devait être suivi d'une tournée, qui est finalement annulée.
En 2012, elle est présente sur la tournée Âge tendre et Têtes de bois, saison 7. La même année, sort un Best of 3 CD de ses plus grands succès, une nouvelle chanson inédite (Est ce qu'on s'aime encore ?, composée par Claude Barzotti et Dominique Gorse) ainsi que cinq nouvelles chansons Jazz enregistrées le 5 octobre 2011 au club de jazz Le Petit Journal Montparnasse en public.
Le 26 mars 2012, elle reprend, vingt-quatre ans plus tard, son rôle d'Aldonza/Dulciné dans la nouvelle version de la comédie musicale L'Homme de la Mancha au théâtre des Variétés. Cette nouvelle version est assez particulière, car il s'agit d'une version hybride, avec des dialogues en français et des chants en anglais, sur une création originale de David Serero qui tient quant à lui le rôle de Cervantes/Alonso Quijana/Don Quichotte.
Le 25 juin 2017, elle chante aux fêtes d'été puis, le 8 décembre suivant, à la cathédrale d'Evry dans le cadre du Téléthon à Évry.
De janvier à avril 2020, elle participe à la tournée Âge Tendre, la tournée des idoles, en tournée dans toute la France et en Belgique, aux côtés de Michèle Torr, Herbert Léonard et Les Forbans notamment.
Jeane Manson a reçu quatre disques d'or (un pour Avant de nous dire adieu, un pour Vis ta vie, un pour l'album Une Américaine à Paris, et un pour la compilation Ses plus belles chansons), ainsi qu'un disque de platine pour la compilation Ses grands succès.

### Hommage
En 2010, Jeane Manson reçoit des mains du sculpteur Alain Longet une rose d'or réalisée par l'artiste lors du concert rock de Beauvais en présence de Michel Mallory et Danyel Gérard.

### Vie privée
Jeane Manson a deux filles : Jennifer, dite Shirel, née le 19 mars 1978 de son union avec le producteur de cinéma André Djaoui et Marianne, née en 1988 de sa relation avec Allain Bougrain-Dubourg. Elle a trois petits-enfants, Liam, Luna Jeane et Adiel-Rose, les enfants de Shirel. Jeane a eu pour compagnon Bernard Giroux mais surtout Robert Viharo (en) et s'est mariée en 1984 avec Richard Berry dont elle divorce deux ans plus tard. Elle reste toujours aux côtés d'Allain Bougrain-Dubourg parmi les vedettes engagées dans la sauvegarde de la nature.
Le 7 mai 2024, elle fait une crise cardiaque à la cour d'appel de Lyon au moment où son avocat devait plaider lors du procès contre son ex-belle fille, Coline Berry-Rojtman. Admise en soins intensifs, elle subit une intervention,.

### Accusations d'inceste, de viol et d'agressions sexuelles
En 2021, Coline Berry-Rojtman dépose une plainte contre elle pour complicité d'inceste lorsqu'elle était mariée avec son père, Richard Berry, dans les années 1980, ce qu'elle dément avant de porter plainte contre Coline Berry,. En janvier 2021, la fille aînée de Richard Berry, Coline Hiegel Berry, représentée par Karine Shebabo, dépose une plainte au parquet de Paris contre lui et son ancienne épouse, Jeane Manson, pour inceste, viols, agressions sexuelles et corruption de mineur, qui auraient été commis à l’époque où elle était mineure, entre ses 8 et 10 ans. Elle affirme avoir été contrainte à des jeux sexuels avec son père et Jeane Manson, en présence également de Shirel, la fille de Jeane Manson, et que cela a eu lieu  « dans un contexte de violences conjugales notoires ».
Une enquête préliminaire est ouverte le 25 janvier 2021 et confiée à la brigade de protection des mineurs.
Richard Berry reconnaît des violences physiques sur ses anciennes compagnes Catherine Hiegel et Jeane Manson,, mais dément les accusations portées contre lui par sa fille, publiant notamment à ce sujet un message sur son compte Instagram,,,,. Jeanne Manson poursuit sa belle fille pour diffamation, et gagne en première instance.
Les accusations de Coline Berry sont démenties par Shirel : « Aucun abus, aucun attouchement, rien. […] Moi j’étais là avec ma mère comme l'atteste Coline [Berry]. Et je sais que les accusations de Coline sont fausses du premier au dernier mot. ». Shirel dit aussi qu'elle ne « confirme rien » des faits dont est accusé le comédien et prétend même avoir été harcelée par Coline Berry pour l'obtention d'un témoignage validant son accusation. Coline Berry assure pourtant que, six jours plus tôt, Shirel lui a envoyé un texto dans lequel elle explique avoir « réussi à dépasser cet épisode et à tourner la page en ignorant ce personnage qui nous a fait du mal, bien différent de l'image publique qu'il se donne ». « Je ne peux [pas pour ma part] parler d'attouchements fort heureusement, poursuit Shirel. Je ne sais ce qui s'est passé pour toi, mais je te soutiens dans ta démarche de dire la vérité. ».
Coline Berry est soutenue par sa mère Catherine Hiegel qui déclare dans Le Point : « Je suis aux côtés de ma fille ». Elle l'est également par sa cousine Marilou Berry et sa tante Josiane Balasko.
Fin août 2022, l'enquête visant Richard Berry est classée sans suite pour prescription par le parquet de Paris.
Le 1er avril 2022 a lieu le procès en diffamation, intenté par Jeane Manson contre Coline Berry, à Aurillac dans le Cantal. Le 14 avril 2022, le jugement est rendu, Coline Berry est condamnée pour diffamation. Coline Berry est à nouveau condamnée en appel et annonce se pourvoir en cassation,. Le 5 décembre 2023, la Cour de cassation annule la condamnation du 8 décembre 2022 de Coline Berry-Rojtman par la cour d’appel de Riom et renvoie le dossier devant la cour d’appel de Lyon.

## Discographie

### Albums
- Jeane Manson (1976)[38]
- Lovingly (1977)
- Fly to New York city (1979)
- Stand by me (1980)
- Jeane Manson canta en Español (1980)
- Jeane Manson (1981)
- Amitié et amour (1981)
- La belle histoire de Shirley Violette (1981)
- Aux USA (1982)
- Mes photos couleur (1983)
- Ange ou démon (1985)
- Songe d'une nuit (1988)
- Jeane Manson y el Mariachi Mezcal (1992)
- Je n'aime que toi (1993)
- Dédicace - Concert à la salle Gaveau (1995)
- Country girl (1996)
- Un nouveau monde (1998)
- Jeane Manson chante les plus grands airs classiques (1999)
- Gospel (2001)
- Amour caché (2004)
- En public (2006) - réédition de Dédicace de 1995.
- Une américaine à Paris - 30 ans de chansons (2007)
- Jeane Manson (2012) - Best of 3 CD
- Viviré (2014) - version française et espagnole
- Amour « le soleil du cœur » (2016)
- Gospel (2017) - Best of plus 4 inédits
- "Latina Sencación" (2020)
- "Encore une fois" (2025)

### Participations
- Family of love (1977) : The bible ; Beyond the years ; There is born a child.
- L'Homme de la Mancha (1986) : Un animal ; Pourquoi fait-il toutes ces choses ; Gloria ; Aldonza ; La mort : Dulcinéa, La quête et L’homme de la Mancha ; La quête.
- SOS Éthiopie (1985) - Chanteurs sans frontières. Album maxi 45 tours des artistes réunis à propos de l'Éthiopie. Chanson écrite par Renaud Séchan, qui participe à l'enregistrement de la chanson.
- La chanson de la vie (1985). Maxi 45 tours enregistré par 24 chanteuses réunies à propos de l'association Care France Femmes du Monde créée par Marie-Claire Noah. Chanson écrite par Claude Lemesle et composée par Alice Dona, qui participe également à l'enregistrement de la chanson.
- Regina auf den Stufen (1992) : As time goes by ; Fever ; The lady is a tramp.
- Les grandes marées (1993) : All our love is stone.
- Les plus belles chansons françaises 1991 (1997) : Rose Kennedy.
- Les plus belles chansons françaises 1993 (1997) : Il me dit que je suis belle.
- Retour gagnant (2005) : Marie ; Avant de nous dire adieu.
- Sans famille (2007) : Nous allons le long des canaux.
- Âge Tendre - Saison 7 - La Tournée des Idoles (spectacle multi-artistes, 2012) : Fais-moi danser ; Avant de nous dire adieu ; Est-ce qu'on s'aime encore ? ; La chapelle de Harlem.

## Filmographie

### Créditée comme «Jean Manson»

#### Cinéma
- 1967 : Hot Thrills and Warm Chills de Dale Berry : Kitten
- 1973 : The Young Nurses (en) de Clint Kimbrough (en) : Kitty
- 1974 : Dirty O'Neil (en) de Leon Capetanos et Lewis Teague : Ruby
- 1974 : Nightmare Circus (en) d'Alan Rudolph : Jean
- 1976 : L'Acrobate de Jean-Daniel Pollet : Dolly

#### Télévision
- 1973 : Banacek (série télévisée), saison 2, épisode 3 The Three Million Dollar Piracy d'Andrew V. McLaglen : Wilda Porter

### Créditée comme «Jeane Manson»

#### Cinéma
- 1975 : Bons baisers de Hong Kong d'Yvan Chiffre : la star
- 1983 : Le Justicier de minuit (10 to Midnight) de J. Lee Thompson : Margo
- 1983 : La Trace de Bernard Favre : une femme du carnaval
- 2002 : The Piano Player de Jean-Pierre Roux : Helena Taylor
- 2006 : Peter Pan a grandi et John Lennon est mort (court métrage) d'Alexandre Charlet : la fée Clochette

#### Télévision
- 1977 : Rendez-vous en noir (mini série télévisée) de Claude Grinberg : Rusty
- 1988 : Le Clan (mini série télévisée) de Claude Barma : Eva Baron
- 1991 : Riviera (série télévisée) : Sybella
- 1992 : Regina auf den Stufen (de) (série télévisée) : Henriette
- 1998 : Corps plongés (téléfilm) de Raoul Peck : Béatrice
- 2005 : Sous le soleil (série télévisée), saison 10, épisodes 41 Seconde chance et 43 Je te vengerai mon fils de Frédéric Demont : Johanna, mère de Nikki
- 2012 : L'Homme de la Mancha (captation télévisée) de David Serero : Aldonza

## Clips
- Est-ce qu'on s'aime encore ? (2012) (auteur : Dominique Gorse ; compositeur : Claude Barzotti ; réalisation : Lionel Ducos)
- La forêt d'eucalyptus (2014) (auteur : Naomi Shemez / Shirel et Bernard Bitan ; réalisation : Jacques Beraroche)
- Embrasse moi (2014)
- Bandonéon (version française, 2016)
- Bandonéon (version espagnole, 2016)

## DVD
- 1998 : Jeane Manson et les Chœurs de l'Armée Rouge chantent Noël (réédition en 2001 avec nouvelle jaquette)
- 2006 : En public, live à la salle Gaveau Paris. (DVD de l'album En public, réédition de Dédicace de 1995)
- 2006 : Une Américaine à Paris - 30 ans de chansons, live au Cirque d'Hiver. (réédition en 2012 avec une nouvelle jaquette)

## Théâtre
- 1985 : Le Sexe faible d'Édouard Bourdet, mise en scène Jean-Laurent Cochet, Théâtre Hébertot à Paris
- 1989 : La Présidente écrite par Maurice Hennequin et Pierre Veber en 1913, dont l'adaptation de Jean Poiret de 1988 est la plus représentée.
- 2004 : Un homme parfait de Michel Thibauld, mise en scène Jean-Pierre Dravel, Théâtre de la Michodière à Paris
- 2020 : Des larmes de crocodiles de Claude Cohen et Thierry Crouzet, mise en scène d'Olivier Lejeune, avec Popeck. En tournée à partir de septembre 2020 (Prométhée Productions).

## Comédies musicales et opérettes
- 1986 : L'Homme de la Mancha de Mitch Leigh adaptée du roman de Miguel de Cervantes. Première en 1986 à l'Espace 44 à Nantes et deuxième tournée en 1988 au théâtre Marigny, mise en scène Jean-Luc Tardieu
- 1992 : Dédé de Henri Christiné et Albert Willemetz, mise en scène Jean-Paul Lucet, théâtre des Célestins
- dans les années 1990 : Trois Valses d'Oscar Straus, Opéra de Marseille
- 2007 : Sans Famille de Jean-Claude Petit d'après l'œuvre d'Hector Malot, Opéra de Nice
- 2012 : L'Homme de la Mancha avec le baryton David Serero dans le rôle de Don Quichotte dans une nouvelle adaptation et production de David Serero au théâtre des Variétés à Paris. (version hybride : dialogues en français et chants en anglais)